# Audi A4 DTM
De Audi A4 DTM is een raceauto van het Duitse automerk Audi. De auto is gebaseerd op de standaard A4, en wordt gebruikt in de DTM. In 2004 volgde de A4 de Abt Audi TT-R op. Met deze auto keerde Audi officieel als fabrieksteam terug in de DTM.
De Audi A4 DTM kwam in 2004 als raceversie van de B6 generatie Audi A4. Vanaf 2005 had de auto het uiterlijk van de B7 generatie en vanaf 2008 die van de B8 generatie. Technisch is de auto echter heel anders dan de productieauto. Volgens de DTM voorschriften heeft hij een atmosferische 4,0 liter 90° V8 die zo'n 460 pk levert. Ook heeft de A4 DTM achterwielaandrijving, in tegenstelling tot de productieauto. 
In 2011 reed de Audi A4 voor het laatst mee in het DTM. Vanaf 2012 veranderde DTM-auto's naar coupés en werd er door Audi gebruik gemaakt van de Audi A5 DTM.

## Straatversie
In 2005 bracht Audi de A4 DTM Edition uit. Dit is een sportieve versie van de standaard A4. Dit is echter niet dezelfde auto als de A4 DTM.

## Kampioenschappen
Sinds 2004 pakte Audi de volgende kampioenschappen met de A4:
| Jaar | Winnaar         |
| ---- | --------------- |
| 2004 | Mattias Ekström |
| 2007 | Mattias Ekström |
| 2008 | Timo Scheider   |
| 2009 | Timo Scheider   |
| 2011 | Martin Tomczyk  |

## Versies

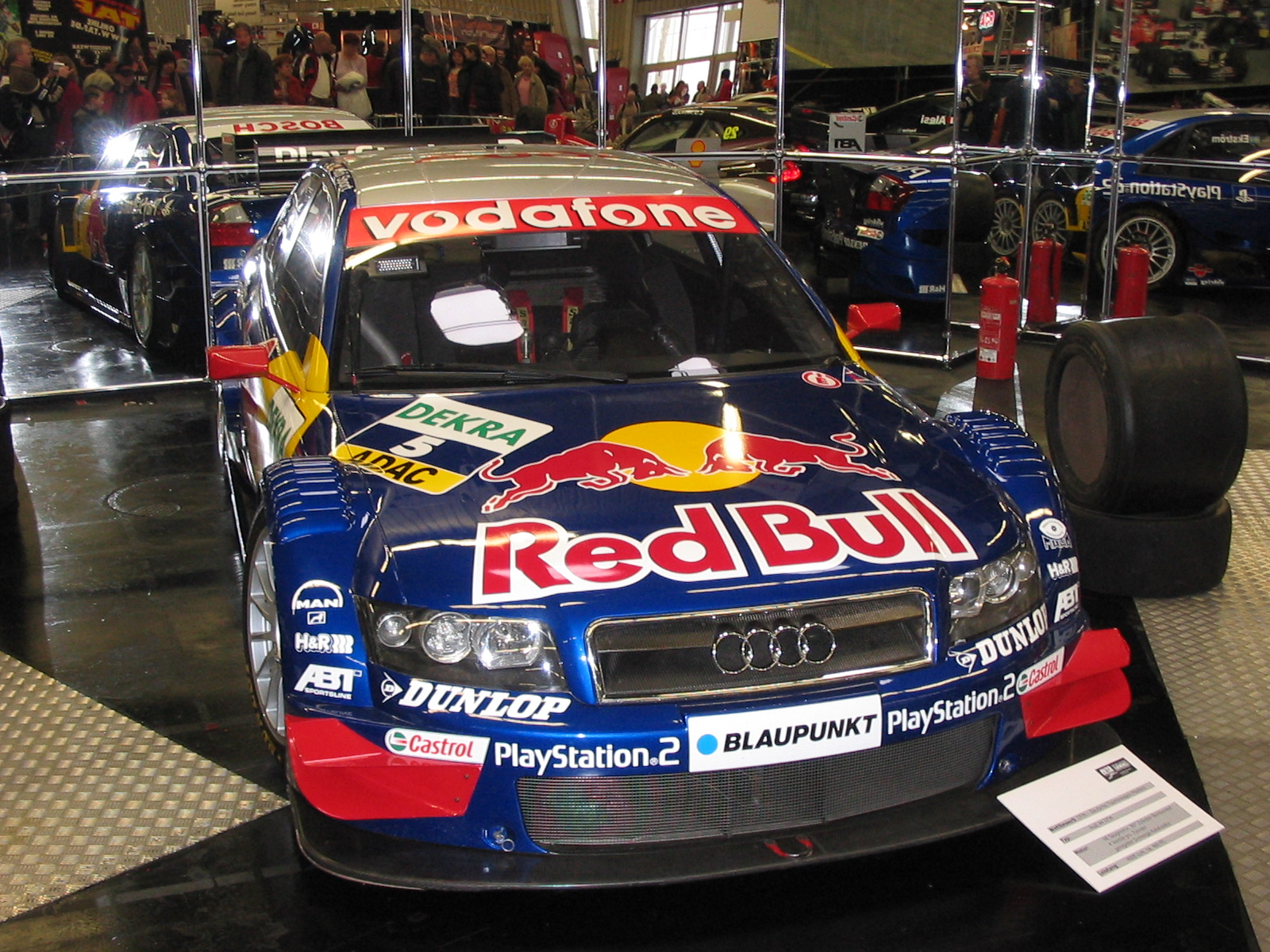
2004 R11 (Mattias Ekström)
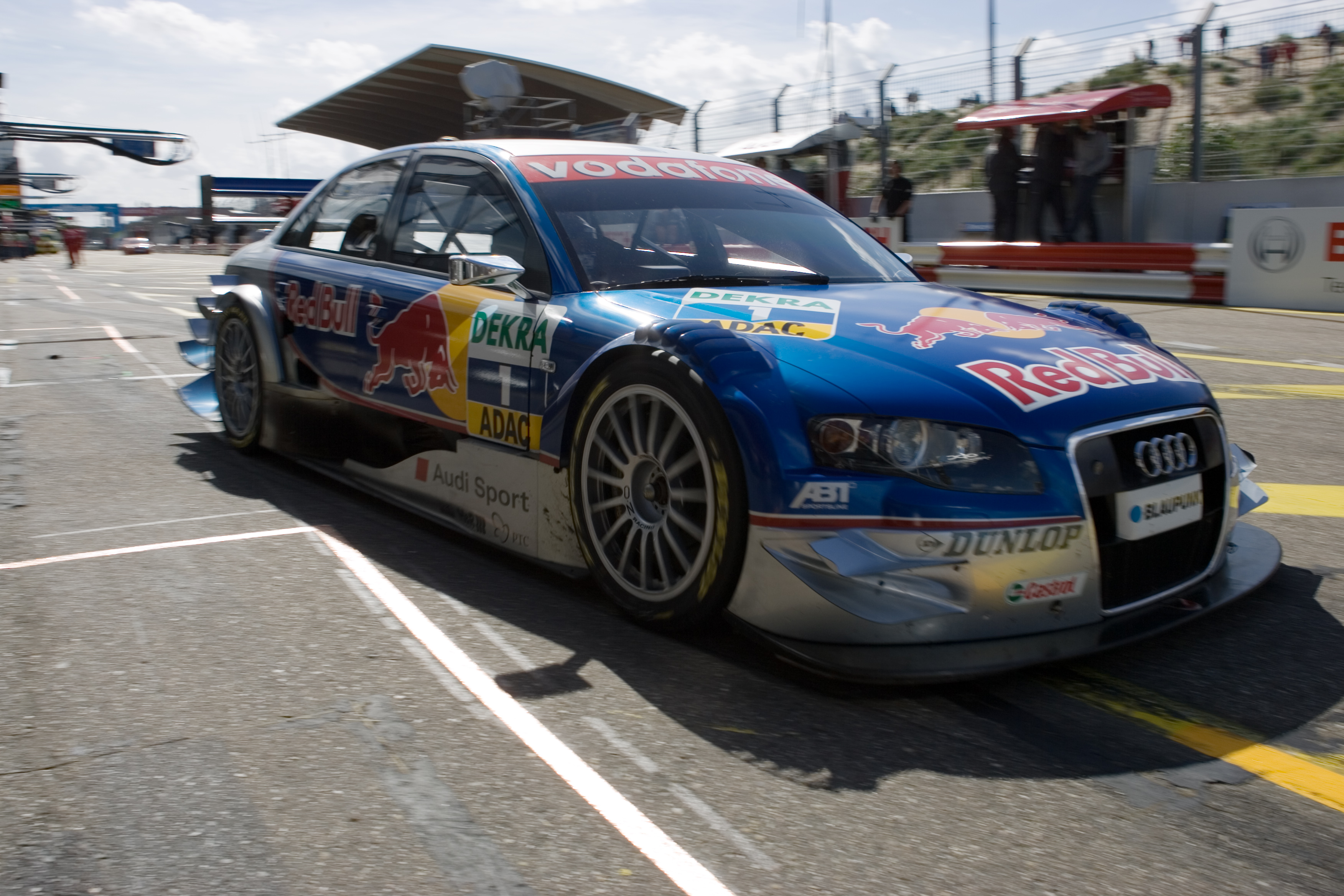
2005 R12 (Mattias Ekström)
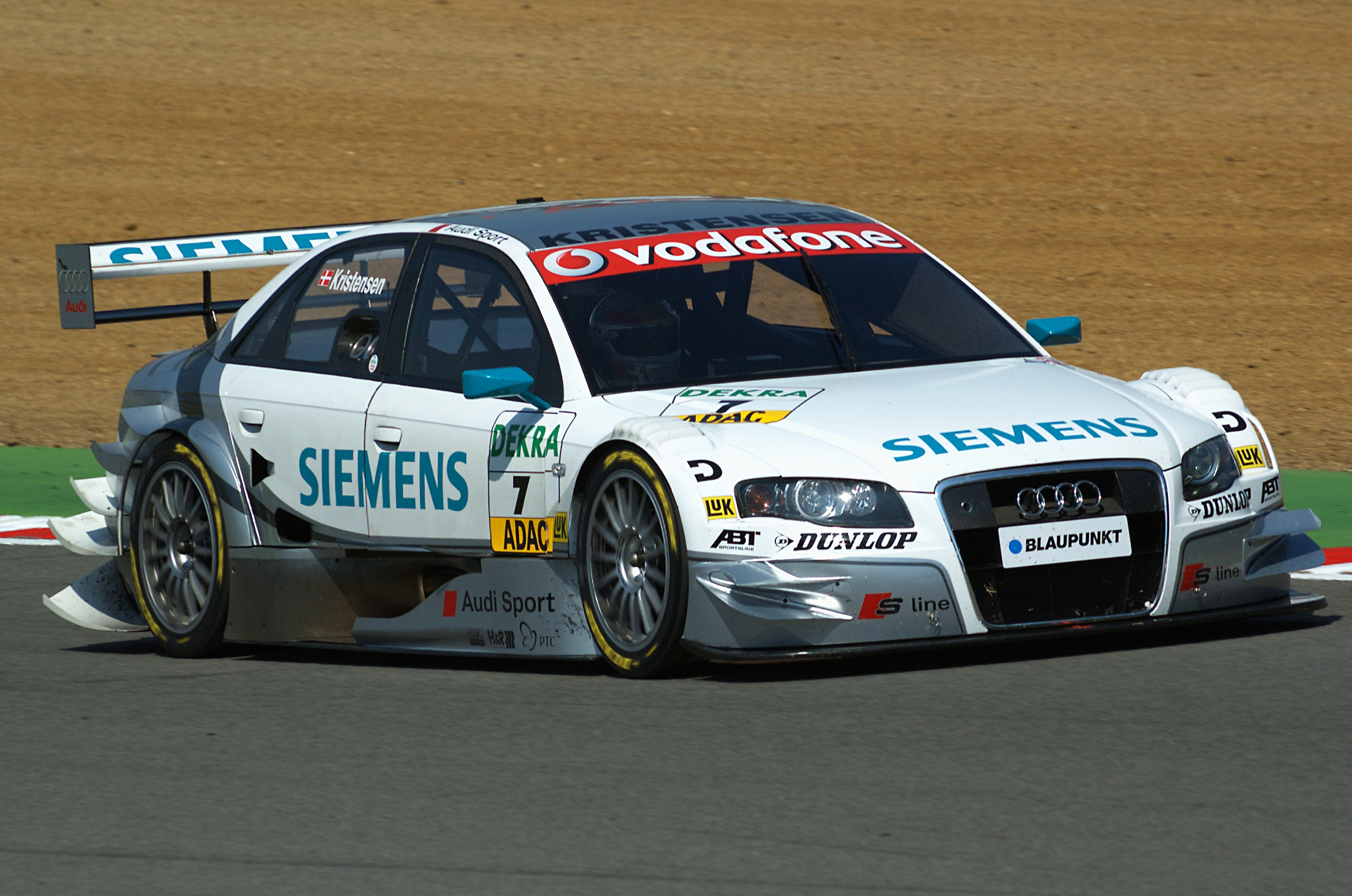
2006 R12 plus (Tom Kristensen)
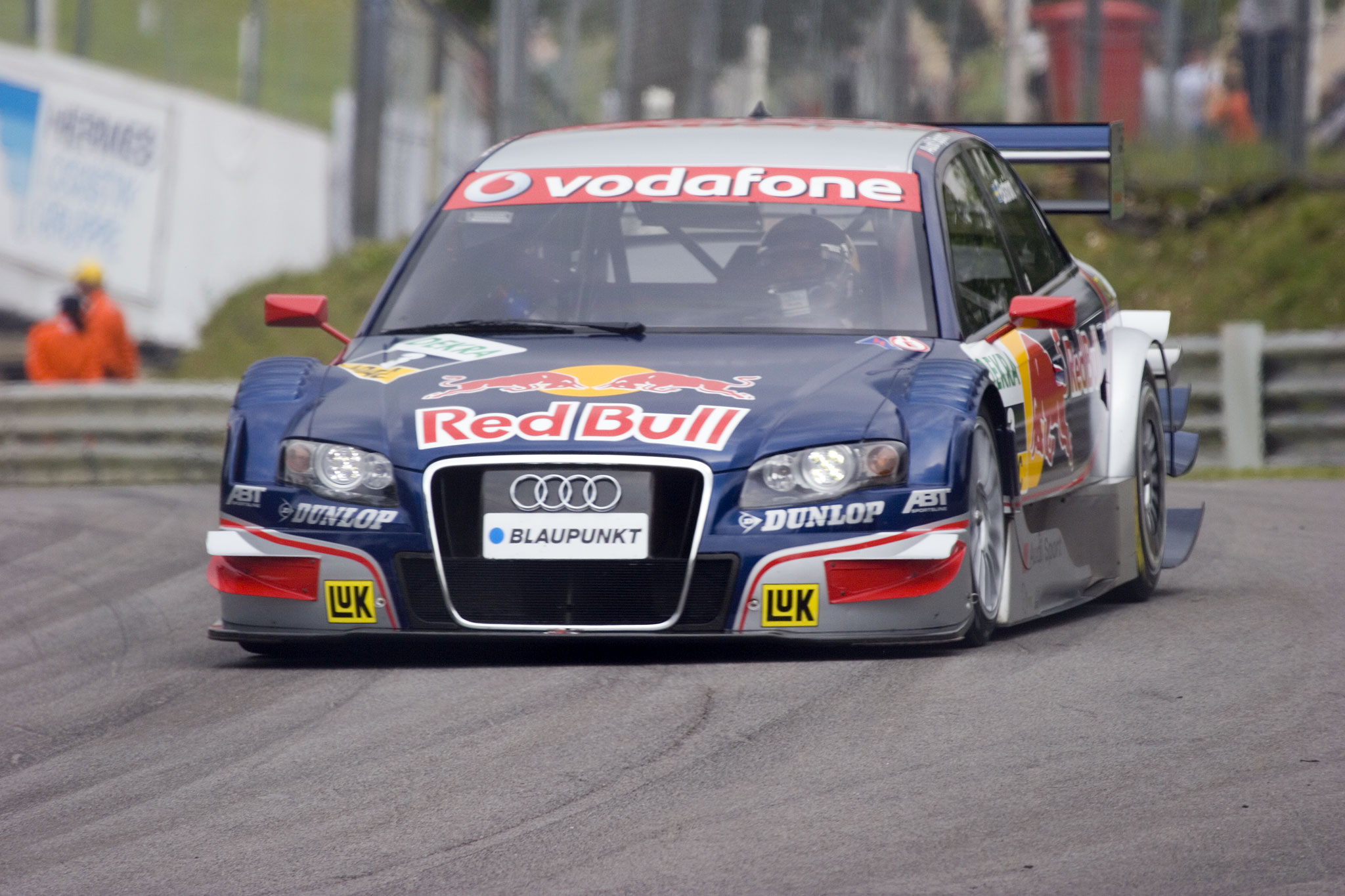
2007 R13 (Mattias Ekström)
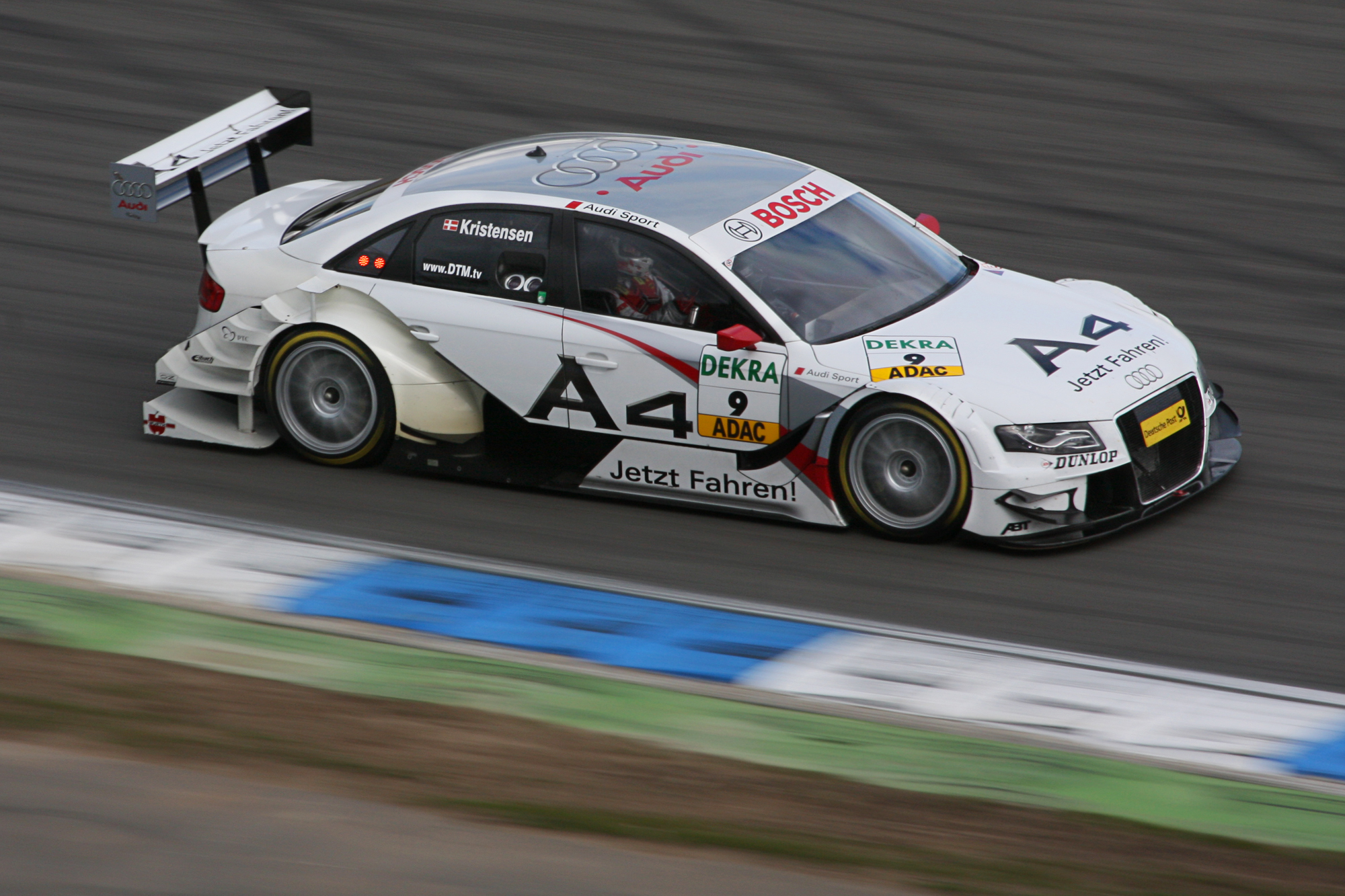
2008 R14 (Tom Kristensen)
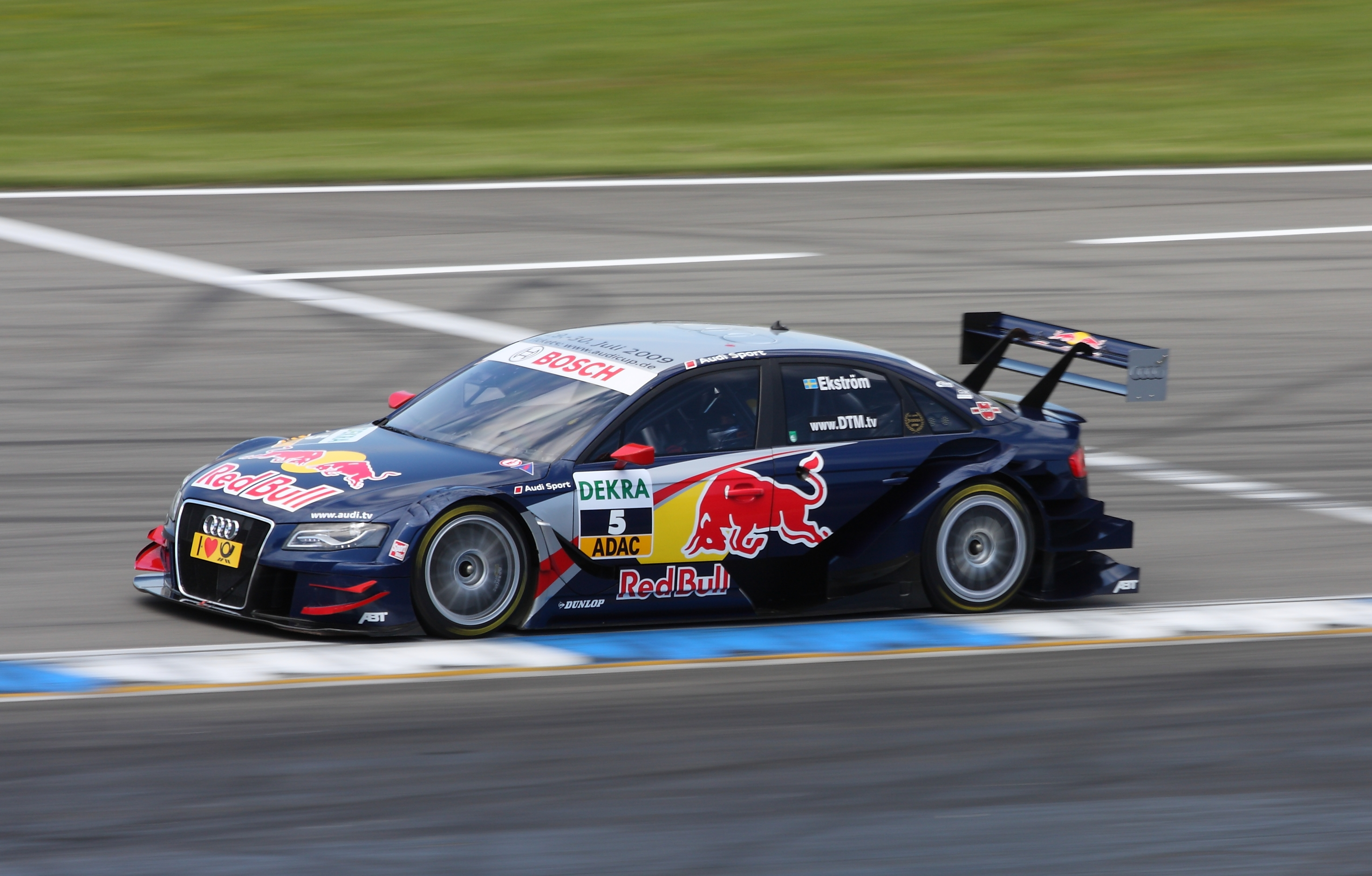
2009 R14 plus (Mattias Ekström)
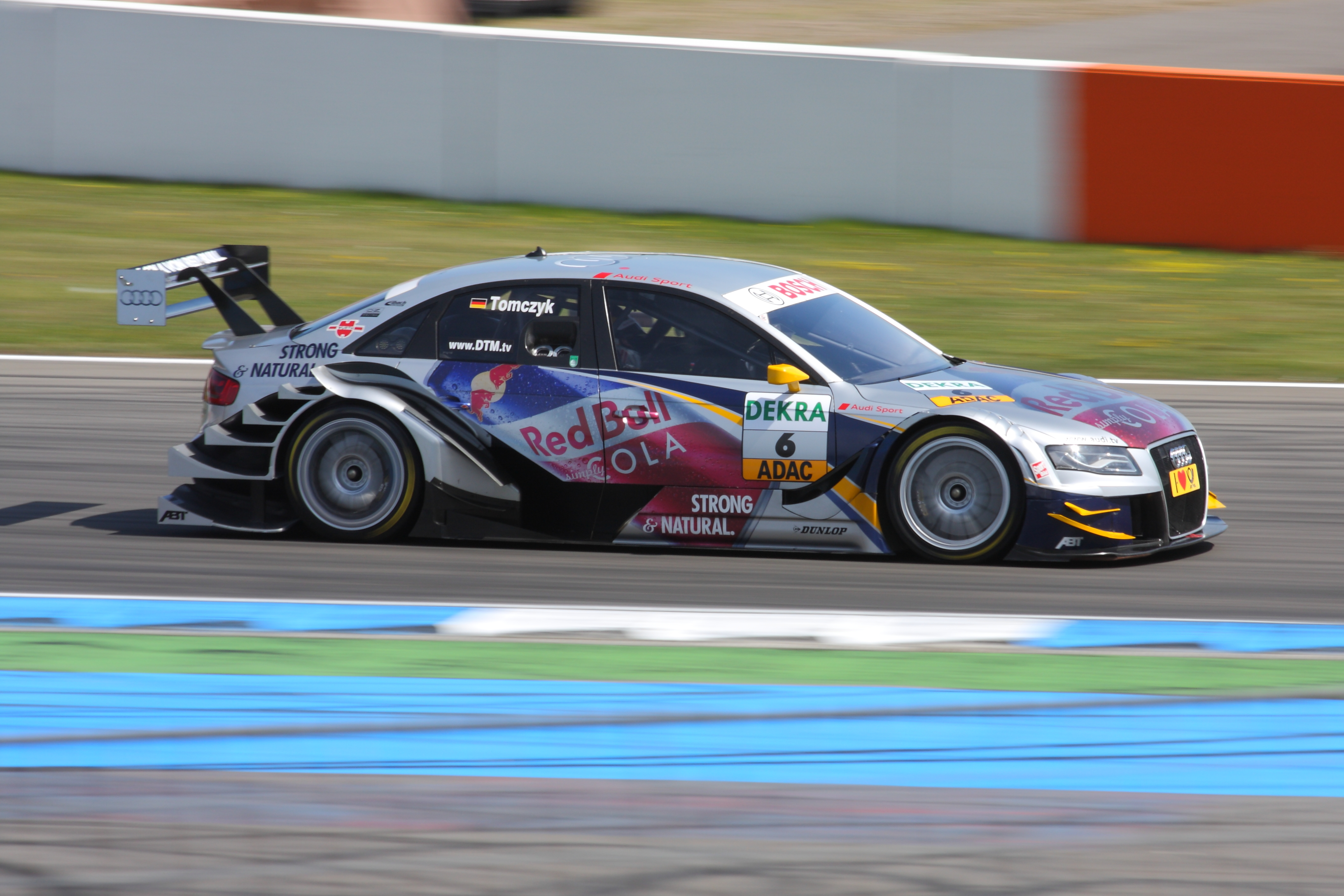
2010 R14 plus (Martin Tomczyk)
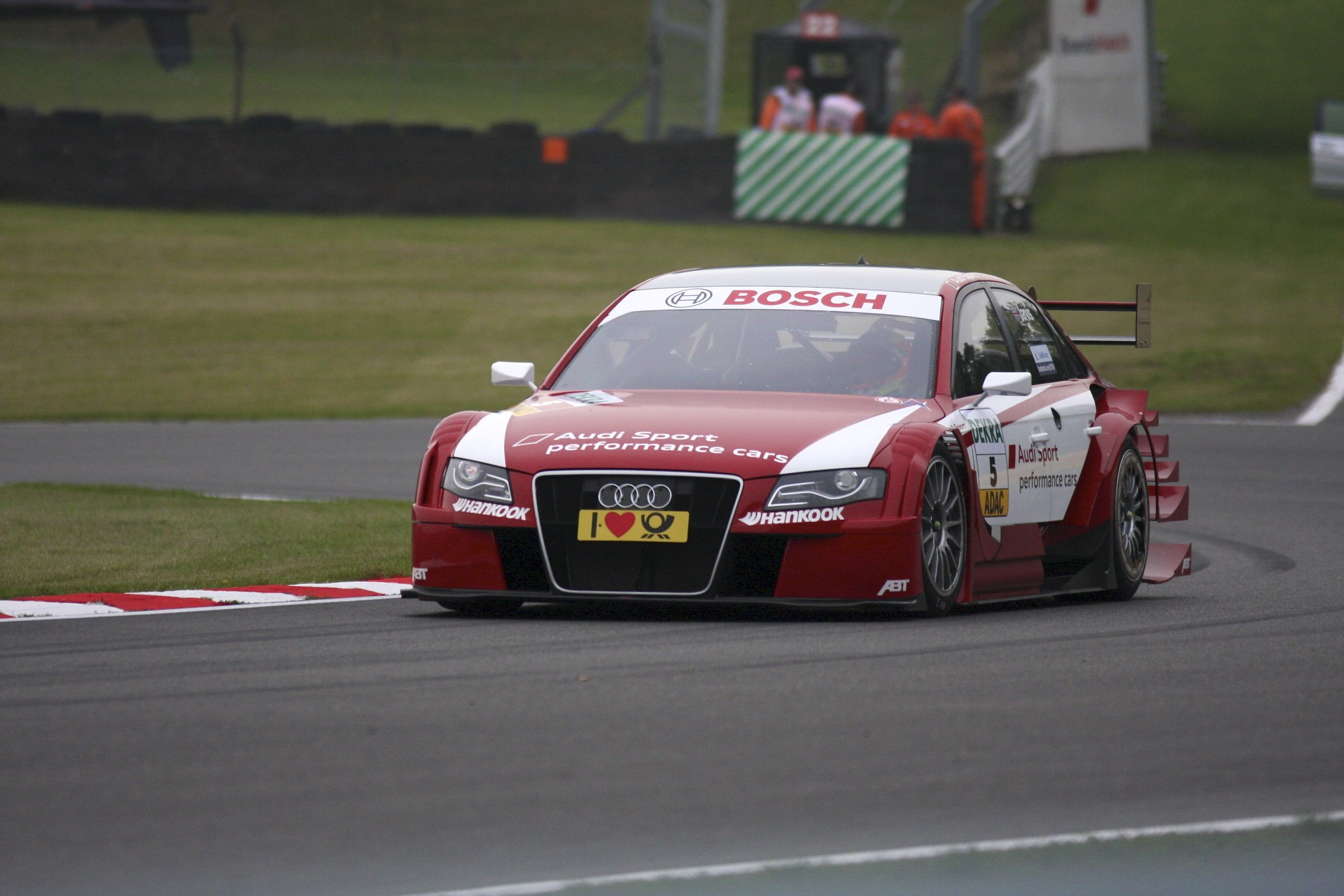
2011 R14 plus (Oliver Jarvis)